# نهر هاي
نهر هاي (海河، حرفيًا "نهر البحر")، والمعروف أيضًا باسم بيهو، أو بي هو ("النهر الأبيض")، أو هاي هو، هو نهر صيني يربط بكين بتيانجين وبحر بوهاي.
خلال عهد أسرة سونغ، كان يُطلق على المجرى الرئيسي لنهر هاي اسم الجزء السفلي من نهر جيه. وفي عهد أسرتي جين ويوان، أُعيدت تسميته إلى نهر تشيغو (直沽河، حرفيًا "نهر غو المستقيم") ونهر داغو (大沽河، حرفيًا "نهر غو العظيم") على التوالي. ظهر اسم نهر هاي لأول مرة في أواخر عهد أسرة مينغ.